# Молочный (Шпаковский район)
Моло́чный — упразднённый хутор в Шпаковском районе Ставропольского края.
Основан в 1843 году как немецкая колония Иоганнесдорф (нем. Johannesdorf), ставшая одним из первых поселений российских немцев в Кавказской области (по некоторым данным она также являлась первой дочерней колонией причерноморских немцев на Кавказе).
Населённый пункт входил в состав Кугульто-Тугулукской и Пелагиадской волостей Ставропольского уезда Ставропольской губернии; в советское время административно относился к Ворошиловскому (Ставропольскому) району, затем — к Шпаковскому району Ставропольского края.
Снят с учёта в 1983 году. Ныне название Хутор Молочный носит район расположения садовых и дачных товариществ в пригороде Ставрополя.

## Этимология названия
Ойконим Иоганнесдорф (от нем. Johannes — Иоганн + dorf — деревня) переводится как «Деревня Иоганна». Доктор филологических наук З. Е. Фомина в своей статье «Образ немца в топонимах немецких поселений в России» (2015) обращает внимание на тот факт, что антропоним Иоганнис был широко распространён на территориях, заселённых российскими немцами: «Можно утверждать, что это связано с особым почтительным отношением к Иоанну Крестителю. Вместе с тем, подобная номинация могла выполнять и функцию своеобразного оберега для немцев, живущих в местности с названием, включавшем имя Иоанна Богослова».
В наиболее полном списке населённых мест Ставропольской губернии с момента её образования в 1847 году, составленном в 1873 году действительным членом Ставропольского губернского статистического комитета И. В. Бентковским, данный населённый пункт упоминается как колония Иогансдорф:2. Точно также он подписан на целом ряде карт, выпускавшихся в период Российской империи, в том числе на специальной карте Европейской России, составленной в 1871 году под руководством И. А. Стрельбицкого, карте Кавказского края, изданной в 1872 году А. А. Ильиным, военно-топографической пятивёрстной карте Кавказского края (1877), этнографической карте Кавказского края Н. К. Зейдлица (1880), на которой в частности обозначено, что население этой колонии составляют немцы, и т. д.
Другие варианты названия: Иоганес-Дорф, Иоганесдорф, Иогандорф.
В конце XIX века колония Иоганнесдорф была переименована в Молочную. Новое название возникло благодаря высокому качеству молочной продукции, производимой колонистами.
Колония Молочная впервые упоминается в списке населённых мест на 1903 год:2 и изображена, например, на дорожной карте Кавказского края и военно-топографической карте Кавказского военного округа, датируемых 1903 годом. Под наименованием Молочная населённый пункт отмечен и в некоторых советских картографических источниках. После упразднения хутора Молочного в 1983 году, его также обозначали на картах как Молочный (нежилой).
Другие варианты названия: Молочная (Иогансдорф):4, Молочненская:274, Молочное.

## География
Колония Иоганнесдорф (Молочная) располагалась в 13 км от города Ставрополя в урочище Липовая Балка на реке 1-я Татарка, рядом с границей Кубанской области и Ставропольской губернии. Расстояние до ближайшего к ней населённого пункта — станицы Новомарьевской — составляло около 7 км:4—5.
По сведениям справочника «Ставропольская губерния в статистическом, географическом, историческом и сельскохозяйственном отношениях» (1897) река, протекавшая примерно в 60 метрах от Иоганнесдорфа, служила основным источником водоснабжения для местных жителей. Вода в ней всегда была в изобилии и хорошего качества.
Поблизости от колонии находилось озеро Сенгилеевское, отмеченное на некоторых старинных картах как Соляное рыбное озеро (в 1948 году на его месте было создано Сенгилеевское водохранилище). В исследовании горного инженера Е. М. Юшкина «Озера Кубанской области при Ставропольской границе» (1912) сообщается, что «владельцами его [озера] с одной стороны являются общества кубанских станиц Сенгилеевской и Новомарьевской (последняя незначительной частью), — колония Иогансдорф и казна с другой стороны, уже в Ставропольской губернии… Все владельцы эксплуатируют через арендаторов это озеро, как хорошее рыбное».
Населённый пункт соединялся дорогами со станицей Новомарьевской и городом Ставрополем. Ближайшая к нему железнодорожная станция находилась в Ставрополе.

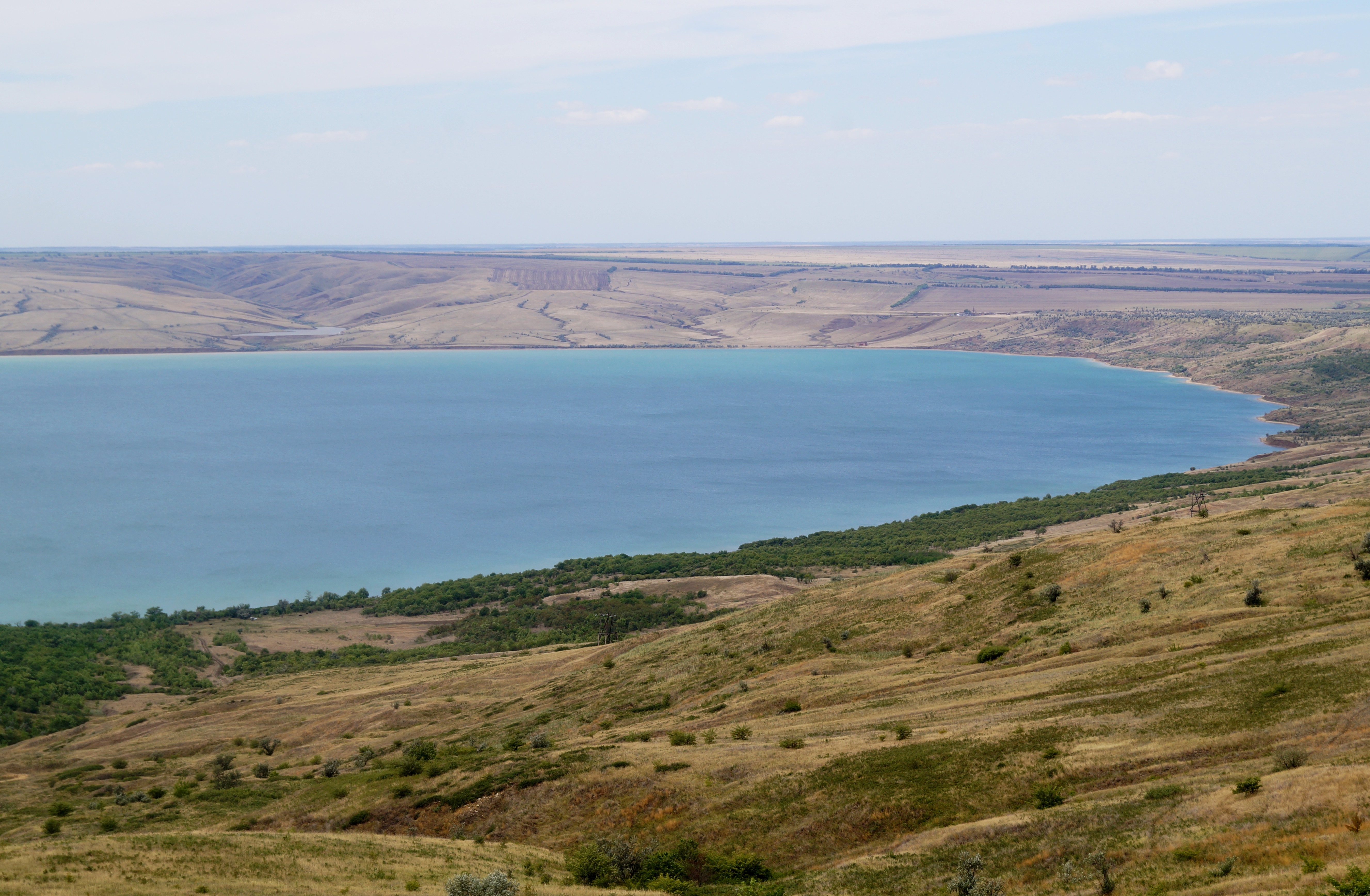
Сенгилеевское водохранилище
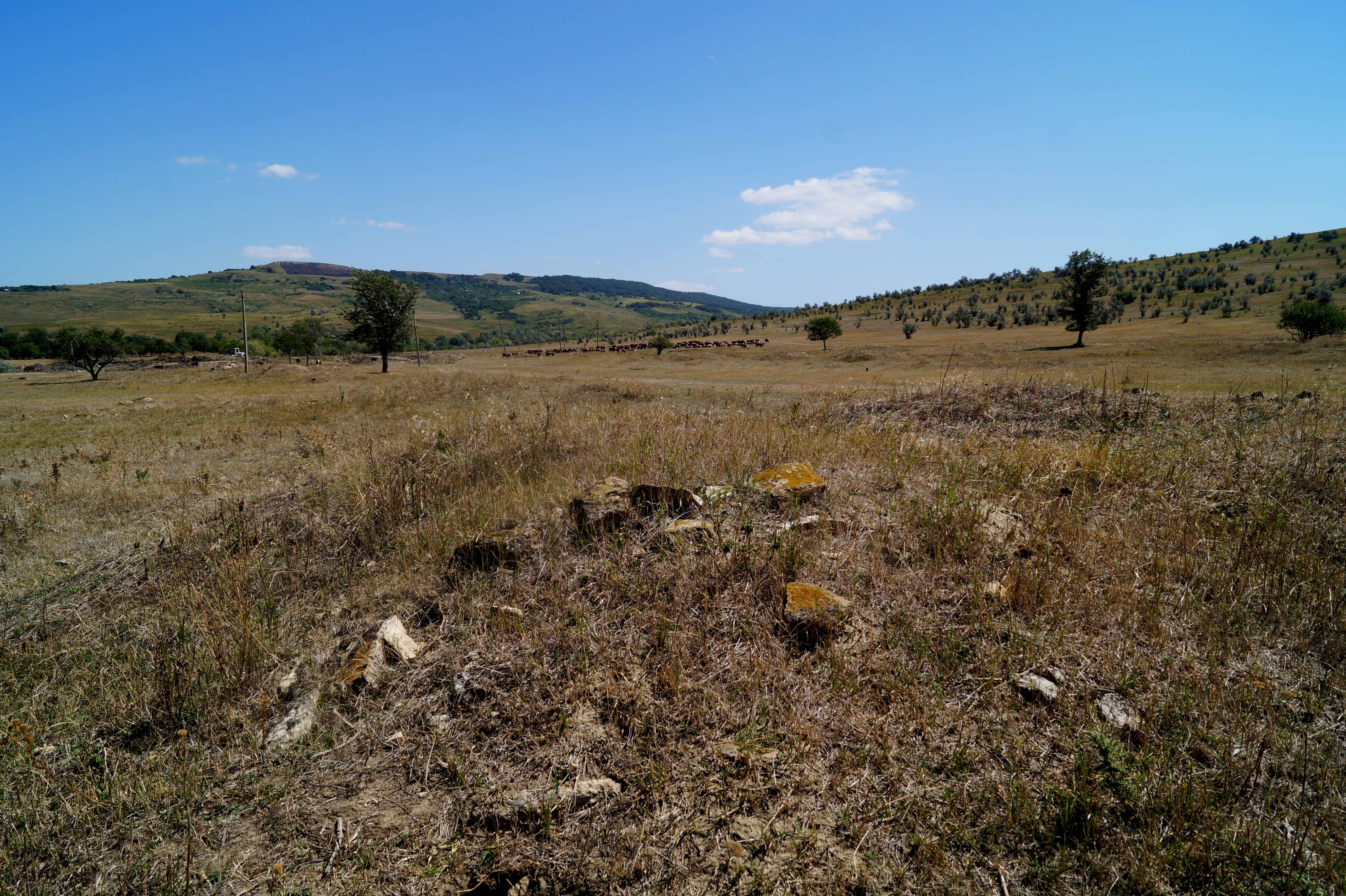
Местность, где располагался хутор Молочный (колония Иоганнесдорф)
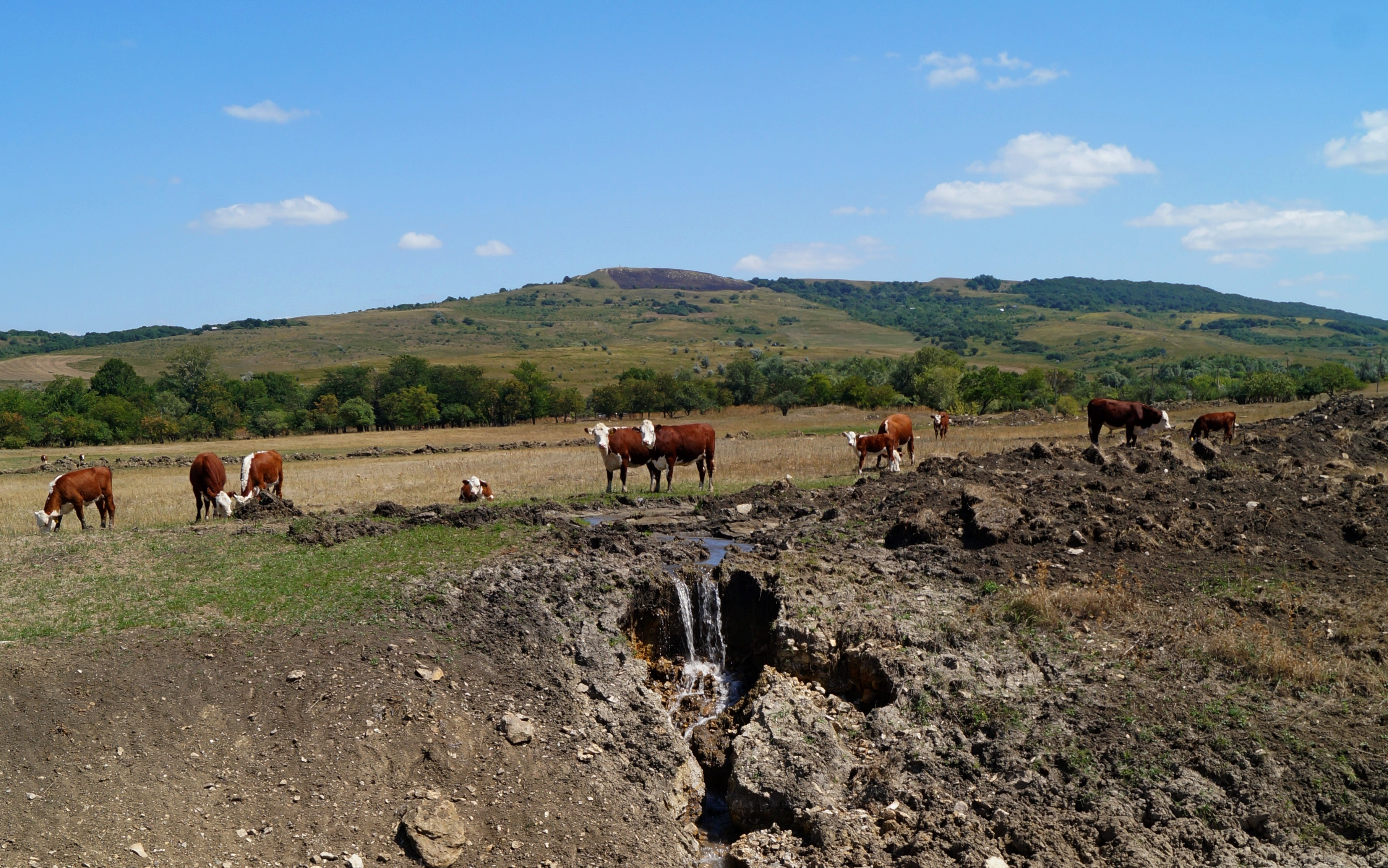
Коровы, пасущиеся на территории бывшей немецкой колонии
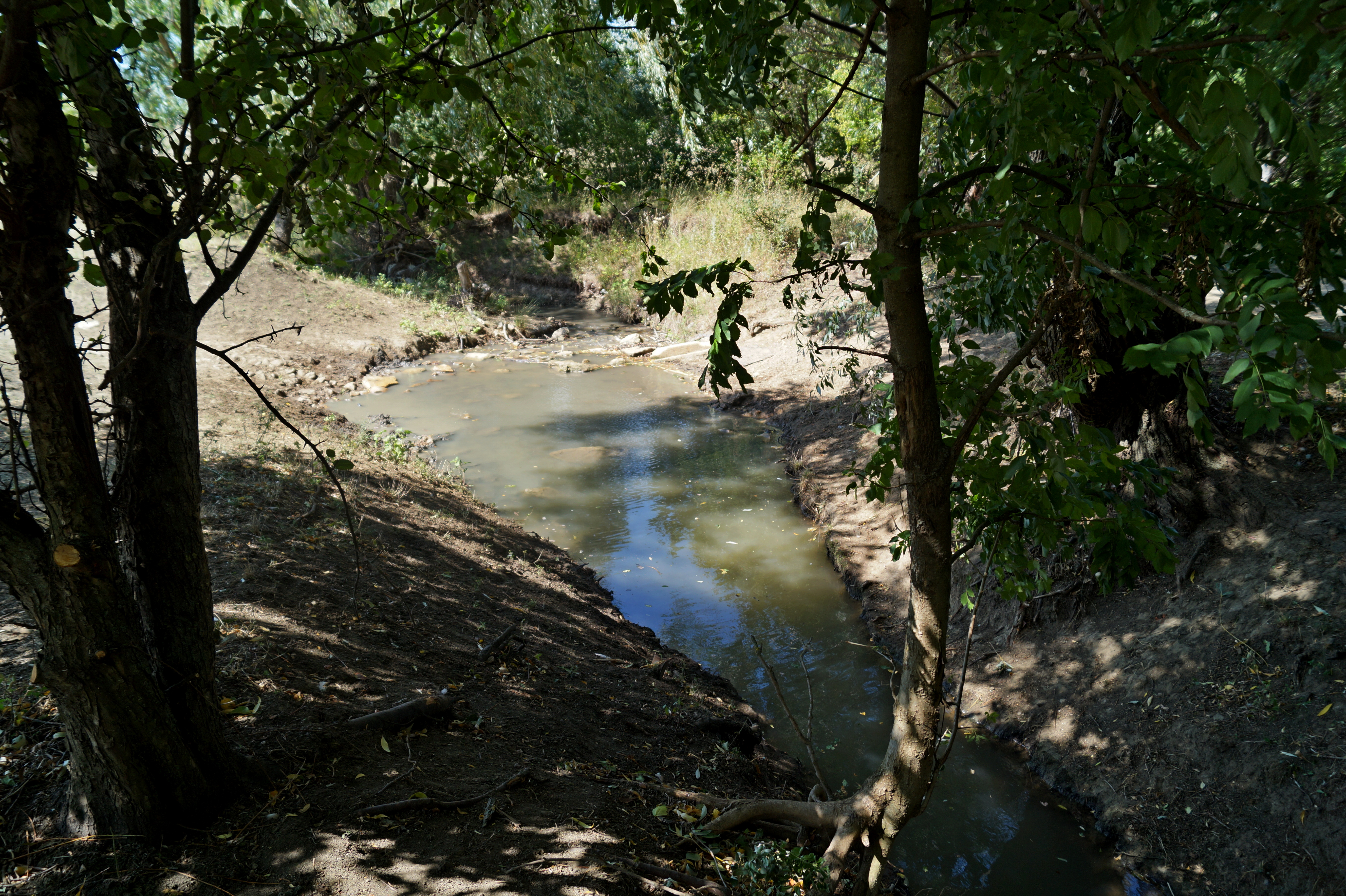
Река Татарка в окрестностях Молочного

## История
После окончания Русско-турецкой войны 1768—1774 годов в числе мер российского правительства, направленных на ускорение процесса колонизации пустующих земель Северного Кавказа (в том числе земель нынешнего Ставрополья), было заселение их иностранными колонистами, в особенности выходцами из Германии, Великобритании и ряда других стран.
14 (25) июля 1785 года императрицей Екатериной II был подписан манифест «О дозволении иностранцам селиться по городам и селениям Кавказской губернии и отправлять беспрепятственно торги, ремёсла и промыслы свои». В соответствии с этим документом колонистам, пожелавшим «основать своё жительство» в «стране Кавказской», гарантировалась надлежащая защита и получение денежных пособий для развития хозяйства, возможность широкой деятельности в области торговли и ремёсел, свобода вероисповедания, а также освобождение сроком на 6 лет от всех государственных податей.
На территории современного Ставропольского края самостоятельные немецкие поселения начали возникать в XIX веке. В 1830-х годах были основаны две колонии российских немцев (Константиновская и Николаевская) в Пятигорском округе Кавказской области, в 1840-х годах появились ещё две — Каны (в Кизлярском уезде) и Иоганнесдорф (в Ставропольском уезде). По данным доктора исторических наук Т. Н. Плохотнюк, к середине XIX века в регионе существовало всего 5 немецких колоний, включая колонию Каррас около города Пятигорска, основанную в начале 1800-х годов шотландскими миссионерами и заселявшуюся в 1809, 1810 и 1813 годах поволжскими немцами.

### XIX век

#### 1840—1860-е годы
Датой возникновения лютеранской колонии Иоганнесдорф считается 1843 год. Также в архивных источниках имеются сведения о её основании в 1839—1840 годах. В ведомости о казённых селениях Ставропольской губернии на 1849 год сообщается, что колония заселена в 1845 году. В печатных источниках указываются как дата основания 1846 и 1847 годы. По одним данным её основали причерноморские немцы, прибывшие в Кавказскую область из Екатеринославской губернии вместе с выходцами из Пруссии и иных мест, по другим — поволжские немцы (в частности выходцы из Саратовской губернии):40, поселившиеся здесь на правах государственных крестьян.
Местом для обустройства колонии стали земли бывшего Хопёрского полка КЛКВ в окрестностях города Ставрополя — центра Кавказской области. Как отмечает историк и политолог А. А. Цуциев, «наличие у кавказских административных центров поселения-спутника в виде аграрной немецкой колонии» было типичным явлением, поскольку колонисты стремились селиться в «местностях, более благоприятных для хозяйствования — близ городов или важнейших коммуникаций».
Согласно архивным документам, у основавших Иоганнесдорф колонистов также имелась возможность разместиться в окрестностях города Пятигорска, но они отказались от этого, посчитав, что находящиеся там земли малопригодны для хлебопашества, а дефицит водных ресурсов и вовсе станет препятствием любому роду сельскохозяйственной деятельности. Кроме того, новым поселенцам было бы сложно конкурировать в торговле с уже существовавшими поблизости от Пятигорска тремя колониями, которые «с избытком снабжали город и всю окружность своими произведениями», и поэтому их в большей степени интересовали «многолюдные окрестности Ставрополя», испытывавшие «недостаток в земледельческих продуктах». Известно, что 16 сентября 1844 года в Первый департамент Министерства государственных имуществ Российской империи из Кавказской палаты государственных имуществ поступило прошение от 20 семей екатеринославских колонистов и присоединившихся к ним 9 семей прусских подданных о выделении им под заселение одного из двух свободных земельных участков: «1-й, близ села Тугулука, расстоянием от города в 45 вёрстах, заключающий в себе примерно 2000 десятин, или преимущественно 2-й, отстоящий от Ставрополя в 7 вёрстах, в количестве 1409 десятин удобной земли». Однако рассмотрение данного вопроса затянулось, и лишь в августе 1846 года Кавказская палата государственных имуществ уведомила Попечительный комитет об иностранных поселенцах Южного края России об отведении земли поселившимся в районе Ставрополя немецким колонистам (уже в составе 30 семей).

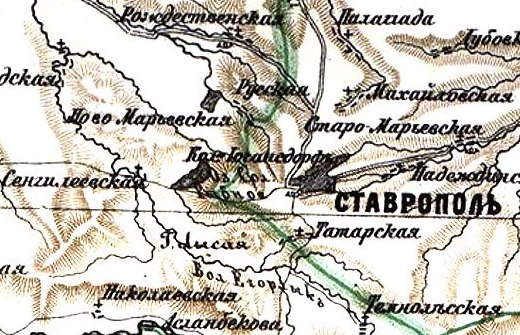
Колония Иоганнесдорф на карте Кавказского края (1869)

С момента создания колонии её жителям пришлось столкнуться с различными трудностями. Так как колонисты Иоганнесдорфа ещё не были причислены к Кавказской области, Ставропольская палата государственных имуществ, в введении которой они находились, не могла выделить необходимые им денежные пособия, и к весне 1847 года поселенцы оказались в крайне бедственном положении, не имея больше средств для улучшения своих жилищных условий (многие из них проживали «почти в землянках»). Сложившаяся ситуация вынудила немцев обратиться за помощью к ставропольскому губернатору И. И. Норденстаму, который в свою очередь сообщил об этом кавказскому наместнику, князю М. С. Воронцову и ходатайствовал о предоставлении колонистам «заимообразной ссуды» на основании статьи 316 Устава о колониях иностранцев в Российской Империи. В октябре 1847 года, получив разрешение Воронцова, палата госимуществ выдала семьям поселенцев в долг по 28 рублей 57,5 копеек серебром «на домозаведение».
В 1852 году поселение Иоганнесдорф было причислено к Ставропольскому уезду Ставропольской губернии. Согласно «Ведомости о числе семейств, проживающих в колонии Иогансдорф…» за март 1856 года, в населённом пункте насчитывалось 29 немецких семей, из которых только одна была причислена к колонии. Большинство местных жителей занималось разведением лошадей, коров, домашних птиц, а также огородничеством. Возделывание зерновых культур было развито значительно слабее. На одну «мужскую душу» в среднем приходилось «лошадей … 1½; рогатого скота 4 штуки, птицы 4½ штука, озимого посева 2½».
«Главнейшей нуждой» для населения Иоганнесдорфа являлся «недостаток земли, способной для огородничества», из-за чего в 1850 году 10 семей этой колонии попытались переселиться в Грузию, откуда спустя 4 года им пришлось вернуться обратно. Как следует из донесения начальника округа в Ставропольскую палату государственных имуществ, датируемого августом 1859 года, решить данную проблему не представлялось возможным, поскольку рядом с колонией больше не осталось свободных казённых земель.

#### 1870—1890-е годы
В ходе разукрупнения в 1871 году волостей Ставропольской губернии колония Иоганнесдорф была передана из Кугульто-Тугулукской волости в Пелагиадскую волость (с центром в селе Пелагиада), в состав которой вместе с другими населёнными пунктами вошли ещё три немецких поселения — колонии Мартинсфельд, Блюменталь и посёлок Шульца:9—10.
В соответствии со списком населённых мест на 1873 год, составленным И. В. Бентковским, число жителей Иоганнесдорфа составляло 201 человек, число дворов — 27. К этому времени здесь были построены лютеранский молитвенный дом, школа, хлебный общественный магазин («для „страхового случая“ при неурожае или стихийном бедствии») и питейный дом:9—10. В 1880 году, по сведениям того же Бентковского, в поселении насчитывалось 29 дворов и 30 жилых домов (каменных строений среди них не было), в которых проживало 209 человек. Имелись молитвенный дом, здание сельской управы, хлебный магазин. Скотоводческое хозяйство включало 147 лошадей, 412 голов крупного рогатого скота и 40 свиней. По владенным записям земельные угодья колонии составляли 2565 десятин, в том числе 629 десятин удобной и 1936 десятин неудобной земли. В 1887 году на каждую из 100 наличных душ мужского пола приходилось почти 26 десятин всей земли, в том числе чуть более 6 десятин пригодной для земледелия.
В 1889 году в Иоганнесдорфе было 30 дворов, 33 жилых дома (в том числе 2 отдельно стоящих избы) и 200 жителей. Действовали лютеранский молитвенный дом, сельское управление, начальное училище, хлебный магазин, мелочная лавка. Согласно «Памятной книжке Ставропольской губернии на 1893 год» в колонии числились 58 дворов с населением 263 человека, церковь, начальное училище Министерства народного просвещения, евангелическо-лютеранское училище и одно питейное заведение. По данным того же источника, поголовье сельскохозяйственных животных, принадлежавших коренным жителям колонии, насчитывало 105 лошадей, 335 голов крупного рогатого скота и 66 голов мелкого рогатого скота.

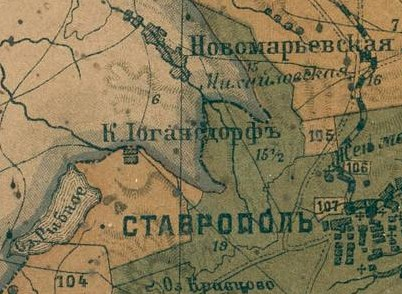
Колония Иоганнесдорф на карте Ставропольской губернии (1896)

Более подробная информация об Иоганнесдорфе приводится в справочнике «Ставропольская губерния в статистическом, географическом, историческом и сельскохозяйственном отношениях», составленном в 1897 году инспектором народных училищ Ставропольской губернии А. И. Твалчрелидзе. По его сведениям колония состояла из 32 дворов с 34 жилыми домами, общее число колонистов составляло 261 человек. Кроме жилых строений, каменного молитвенного дома и здания сельского правления (главный орган самоуправления в колонии), были ещё построенная в 1893 году водяная мельница, общественный амбар, вмещавший до 150 четвертей зерна, а также церковно-приходское училище, которое располагалось в отдельном здании, построенном в 1884 году, и содержалось на средства сельского сообщества. В училище обучалось 18 мальчиков и 23 девочки. Аптеки и фельдшера в колонии не было; за медицинской помощью местные жители обращались в Ставрополь. Услуги почтовой связи колонистам предоставляла Ставропольская почтово-телеграфная контора.
Описывая хозяйство колонии, Твалчрелидзе отмечает, что «вся земля здесь малопроизводительная, благодаря тому, что она частью каменистая, частью солонцеватая», а жители «не имеют ни леса, ни рощ или садов, ни огородов». Из-за недостаточно плодородной почвы и частых засух колонисты были вынуждены отказаться от хлебопашества и занимались только животноводством (в середине 1890-х годов местное население владело 114 лошадьми и 187 коровами; овец, коз и свиней в колонии не разводили). По мнению Т. Н. Плохотнюк, существенное влияние на выбор жителями Иоганнесдорфа молочного животноводства как основного занятия оказало не только качество находившейся у них во владении земли, но и её количество, поскольку неудобная земля составляла 75,4 % от общего надела колонии. Эти «неудобья», как указывает доктор исторических наук А. Г. Терещенко, использовались поселенцами под пастбища.
Какие-либо промыслы в Иоганнесдорфе развиты не были; исключение составляло лишь изготовление женщинами-колонистками материи, используемой при пошиве верхней одежды для членов их семей. Торговля колонии ограничивалась продажей скота и продуктов скотоводства на ярмарках в городе Ставрополе. По словам ставропольского краеведа Г. А. Беликова, коммерческая деятельность жителей Иоганнесдорфа оказала определённое влияние на развитие «культуры базарной торговли» в самой губернской столице.

Подвели дорогу к Ставрополю, куда [колонисты] выезжали в базарные и праздничные дни. Как вспоминали старожилы, уже в четыре утра их солидные повозки, запряженные парами тяжеловозов, въезжали в Ставрополь. Немки на базарах всегда были в белоснежных, накрахмаленных передниках, нарукавниках и косынках. Продаваемые ими молоко, сметана, творог, масло, сыры были не только высокого качества, но и отличались внешним видом. Масло, например, было формовым с рисунком — то кисти винограда, то бычьей рогатой головы. И не удивительно, что все зажиточные горожане предпочитали делать покупки у колонистов.— Г. А. Беликов «Ставрополь — врата Кавказа»
К концу 1890-х годов колония Молочная (бывшая Иоганнесдорф) состояла из 36 дворов с населением 376 человек. В ней продолжали функционировать церковь, хлебный магазин. Дети колонистов посещали две школы — министерскую и церковно-приходскую. В пользовании жителей колонии было 2565 десятин общинной земли и 676 голов скота всех видов.

### XX век

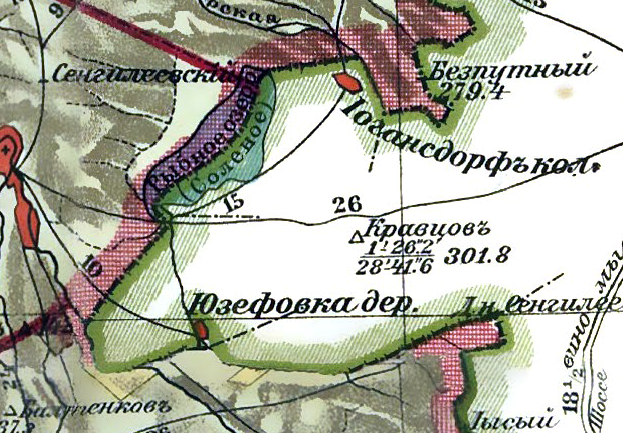
Колония Иоганнесдорф на карте Кубанской области и близких к ней Черноморской губернии и части Сухумского округа (1902)

В начале XX века Молочная по-прежнему входила в состав Пелагиадской волости Ставропольского уезда. В 1903 году в колонии насчитывалось 45 дворов и 386 жителей. Имелись начальная школа, в которой числилось 62 ученика, а также церковно-приходское (лютеранское) училище. Работала водяная мельница. Количество сельскохозяйственных животных в колонии составляло 385 голов крупного рогатого скота и 167 лошадей; количество зерна в хлебозапасном магазине (на 1 января 1904 года) — 1011 пудов. В соответствии со «Списками населенных мест Ставропольской губернии (по данным 1909 года)» в Молочной было 56 дворов с 389 жителями. В колонии действовали школа, церковь (по данным ГАСК существовала как минимум до 1 января 1920 года) и одно торговое предприятие (в списках не уточняется, какое именно):4—5.
В 1913 году надельная земля, находившаяся в пользовании жителей Молочной, была укреплена в их собственность. Согласно «Памятной книжке Ставропольской губернии на 1915 год» численность населения колонии составляла 378 человек, количество имевшегося у колонистов скота — 845 голов, в том числе 252 лошади, 433 головы крупного рогатого скота и 160 свиней.
После прихода в 1917 году к власти большевиков на территорию Ставропольской губернии распространилась гражданская война. В октябре 1918 года, в период боёв за город Ставрополь, занятый Таманской армией, в Молочной размещались части Добровольческой армии. В «Записках» барона П. Н. Врангеля, одного из руководителей ставропольской операции, приводится следующий эпизод:

30 октября мои части подошли к Ставрополю и к вечеру закрепились на опушке леса к западу от города. <…> Мой резерв, корниловцы и екатеринодарцы, под общей командой доблестного командира Корниловского полка полковника Бабиева <…> сосредоточился в немецкой колонии Иогансдорф. Пути отхода противника на восток и северо-восток были отрезаны к северу от железнодорожной ветки Ставрополь — Петровское кубанцами полковника Улагая, к югу 1-й кубанской дивизией генерала Покровского. К вечеру обе эти дивизии связались с соседями и тактическое окружение таманской армии красных было завершено.

В сумерки я объехал позиции; стоял туман, густой пеленой нависший над городом. Последний казался вымершим. Не видно было ни одного огонька, изредка то здесь то там вспыхивали разрывы наших снарядов; глухие артиллерийские выстрелы доносились с северной части города. В наступавших сумерках резко стучали пулеметы. В роще, привязанные к деревьям, стояли казачьи кони и, греясь вокруг костров, пили чай казаки. Продрогший, вернулся я в чистую и богатую колонию Иогансдорф и, напившись чаю с превкусным местного изделия сыром, лег спать.— П. Н. Врангель «Записки»:154
В 1924 году Ставропольская губерния была преобразована в одноимённый округ в составе Северо-Кавказского края (с 1937 года — Орджоникидзевский край), объединивший 10 районов. Колония Молочненская (Молочное) вошла в состав Ставропольского района (с 1935 года — Ворошиловский район) с центром в городе Ставрополе. Кроме неё, к указанному району отошли ещё две немецкие колонии — Александроталь и Либенталь, располагавшиеся к северо-востоку от Ставрополя.
По состоянию на 1925—1926 годы Молочненская являлась административным центром одноимённого сельского совета и единственным населённым пунктом в его составе:274. В указанный период её население уже превышало 400 человек; в колонии работали 2 мелких промышленных предприятия — кузница и мельница, имелись школа 1-й ступени и красный уголок. А. Г. Терещенко пишет, что в советское время здесь «был организован колхоз, но его показатели были скромные. Колхозники вряд ли имели перспективы улучшения своего экономического положения».
В начале Великой Отечественной войны этнические немцы были депортированы с территории СССР (А. А. Цуциев характеризует этот процесс как военную «превентивную депортацию»). По итогам операции по выселению немцев Северного Кавказа, проходившей с сентября 1941 года по январь 1942 года в соответствии с постановлением ГКО СССР № 698-сс от 21.09.1941, из Орджоникидзевского края вывезли (преимущественно в Казахскую ССР) около 99,9 тыс. депортантов (включая примерно 50—60 тыс. эвакуированных немцев Крымской АССР). В Ворошиловском районе (с 1963 года — Шпаковский район Ставропольского края) принудительному выселению подверглось немецкое население колоний Александроталь, Либенталь и Молочненской. По словам А. Г. Терещенко, проживавшие в последней немцы осенью 1941 года были депортированы «на Восток, а усадебное и колхозное хозяйство ликвидировано». В августе 1942 года у Молочненской были расстреляны гитлеровскими оккупантами 14 оставшихся жителей русской и еврейской национальности.
Из материалов, собранных в сводной базе данных «Жертвы политического террора в СССР» общества «Мемориал», известно, что репрессированные в 1941—1942 годах жители Молочненской были мобилизованы на трудовые работы в Северо-Казахстанскую область Казахстана и на Урал (Молотовская область и др.).
На 1 марта 1966 года хутор Молочный в административном отношении входил в состав Новомарьевского сельсовета Шпаковского района Ставропольского края:27.
Решением Ставропольского краевого совета от 30 марта 1983 № 209 населённый пункт Молочный был исключён из учётных данных.

## Население
Из переписки между Министерством государственных имуществ, Кавказской палатой государственных имуществ и другими органами управления о причислении в Кавказскую область колонистов для основания колонии Иоганнесдорф, длившейся с 1843 по 1847 год, известно о 13 немецких семьях (по другим данным их было 12), прибывших из Екатеринославской губернии не позднее сентября 1843 года и пожелавших поселиться близ города Ставрополя на казённом оброчном участке, а также о присоединившихся к ним 9 семьях из Пруссии. В период организационного оформления их водворения число семейств екатеринославских колонистов к сентябрю 1844 года увеличилось с 13 до 20. После того как Первый департамент Министерства государственных имуществ разрешил выделить под новую колонию земельный участок в окрестностях Ставрополя, общее число поселившихся там семей к августу 1846 года выросло до 30 (при этом поимённый список, направленный в том же году Кавказской палатой государственных имуществ в Попечительный комитет об иностранных поселенцах Южного края России, включал сведения только о 29 семьях без обозначения колоний, из которых они вышли).
В ходе проверки, проведённой Попечительным комитетом, было установлено, что некоторые из 13 (или 12) семей, первоначально подлежавших поселению, среди «действительно поселённых близ г. Ставрополя» 30 (или 29) семей больше не значились (по версии Т. Н. Плохотнюк они могли отселиться в район села Тугулук, «пользуясь отсутствием строго контроля на месте»), что другие колонисты на самом деле не являются выходцами из Екатеринославской губернии и что часть поселенцев представлена в списке Кавказской палаты государственных имуществ под искажёнными именами и фамилиями, а данные о них отсутствуют в ревизских сказках.
| Численность населения по годам, чел. | Численность населения по годам, чел. | Численность населения по годам, чел. | Численность населения по годам, чел. | Численность населения по годам, чел. | Численность населения по годам, чел. | Численность населения по годам, чел. | Численность населения по годам, чел. | Численность населения по годам, чел. | Численность населения по годам, чел. | Численность населения по годам, чел. | Численность населения по годам, чел. |
| 1856                                 | 1873:9                               | 1880:16                              | 1887                                 | 1903                                 | 1904                                 | 1909:4                               | 1917                                 | 1918:22                              | 1920                                 | 1925                                 | 1926                                 |
| ------------------------------------ | ------------------------------------ | ------------------------------------ | ------------------------------------ | ------------------------------------ | ------------------------------------ | ------------------------------------ | ------------------------------------ | ------------------------------------ | ------------------------------------ | ------------------------------------ | ------------------------------------ |
| 171                                  | ↗201                                 | ↗209                                 | ↘200                                 | ↗386                                 | ↘313                                 | ↗389                                 | ↘356                                 | ↘352                                 | ↗419                                 | ↗465                                 | ↘444                                 |

По сведениям за март 1856 года, в Иоганнесдорфе числилось 29 семей (или 171 человек — 86 мужчин и 85 женщин). Общее же количество иностранных колонистов, поселившихся на территории Ставропольской губернии, в середине XIX века было 1281 (667 мужчин и 614 женщин).
В 1873 году число жителей колонии Иоганнесдорф Пелагиадской волости составило 201 человек (103 мужчины и 98 женщин); из них все — немцы:9—10. В 1880 году среди колонистов по окладным листам значилось 64 ревизских души, по семейным спискам — 187 наличных душ (96 мужчин и 91 женщина); всего — 209 жителей (106 мужчин и 103 женщины), из которых 22 человека не были причислены к сельскому сообществу:16—17. По семейному списку 1887 года в колонии насчитывалось 200 наличных душ обоего пола (100 мужчин и 100 женщин).

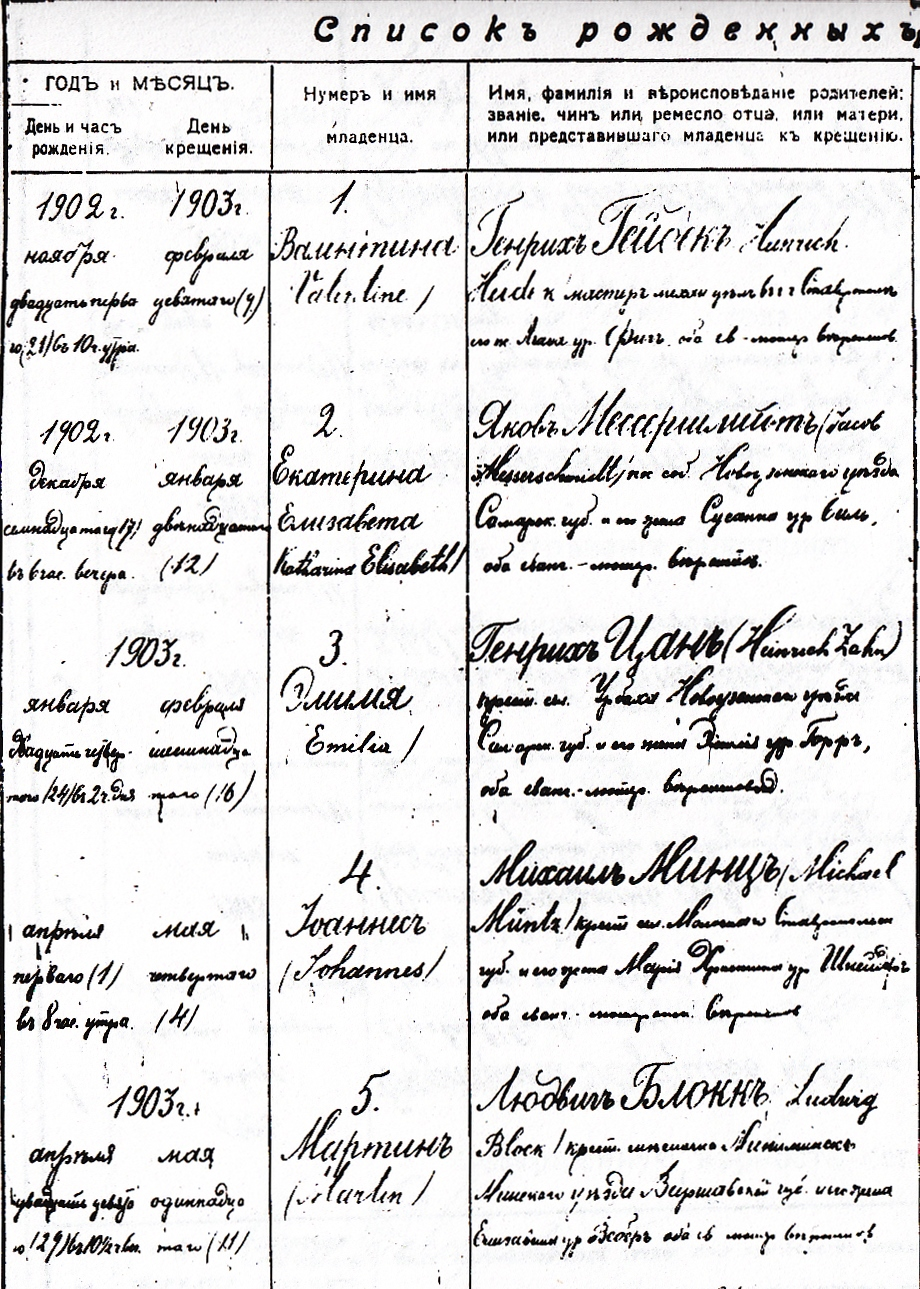
Список рождённых и крещённых в 1903 году из метрической книги колонии Иоганнесдорф (фрагмент)

Согласно «Памятной книжке Ставропольской губернии на 1893 год» в Иоганнесдорфе проживало: коренных жителей — 189 (94 мужчины и 95 женщин), иногородних — (38 мужчин и 36 женщин). В соответствии со справочником «Ставропольская губерния в статистическом, географическом, историческом и сельскохозяйственном отношениях» (1897) численность местного населения по окладным листам составляла 58 человек, по семейным спискам — 228 (120 мужчин и 108 женщин); число иногородних — 33 (16 мужчин и 17 женщин). По «Памятной книжке Ставропольской губернии на 1898 год» в колонии числилось 266 коренных жителей (145 мужчин и 121 женщина) и 110 иногородних (55 мужчин и 55 женщин). 
В 1903 году в колонии Молочной (бывшей Иоганнесдорф) было 386 жителей (204 мужчины и 182 женщины), из них коренных — 347 (184 мужчины и 163 женщины), иногородних — 39 (20 мужчин и 19 женщин). По «Памятной книжке Ставропольской губернии на 1909 год» население колонии делилось на 2 сословия: мещане и крестьяне. Первых числилось 2 человека (1 мужчина и 1 женщина), вторых — 379 (210 мужчин и 169 женщин). Вместе с ними также проживало 25 человек (15 мужчин и 10 женщин) «отставных и бессрочно-отпускных и их семейств». Общее число жителей составляло 406 человек (226 мужчин и 180 женщин). В соответствии со «Списками населенных мест Ставропольской губернии (по данным 1909 года)» в колонии проживало 389 человек (219 мужчин и 170 женщин), она была второй по числу жителей (после села Пелагиада) из 13 населённых пунктов Пелагиадской волости:4—5. 
В период Первой мировой войны численность населения Молочной сократилась. По данным, опубликованным в «Памятной книжке Ставропольской губернии на 1915 год», оно составляло 378 человек (209 мужчин и 169 женщин). В 1917 году число колонистов уменьшилось до 356 человек, в 1918 году — до 352 человек:22.
В 1925 году в Молочненской (Иоганнесдорфе) насчитывалось 58 дворов и 465 жителей (174 мужчины и 291 женщина):290. Согласно списку населённых пунктов нацмен Ставропольского округа, в указанном году она занимала 8-е место по численности населения среди включённых в этот перечень 17 иностранных колоний (всего на территории округа на тот момент проживало около 9600 немцев). По данным поселенной переписи 1926 года по Северо-Кавказскому краю в ней имелось 85 хозяйств, общее число жителей составляло 444 человека (210 мужчин и 234 женщины), из них 420 (198 мужчин и 222 женщины) — немцы. К указанному году колония находилась на 25-м месте по населению среди 123 населённых пунктов Ставропольского района Ставропольского округа:274.

## Современность
По состоянию на сентябрь 2018 года земли ликвидированного населённого пункта Молочный входят в состав территории сельхозпредприятия «Новомарьевское». К северо-западу от места, где располагался хутор, находятся здания животноводческой фермы (на советских топографических картах в этом месте обозначена ОТФ) и фруктовый сад, к юго-востоку — садовые участки с постройками.
Размещавшиеся в Молочном жилые и хозяйственные строения к настоящему времени снесены. Старое немецкое кладбище (отмечено на топографических картах 1980-х годов), находившееся в открытом поле недалеко от южной окраины бывшего хутора, также разрушено.

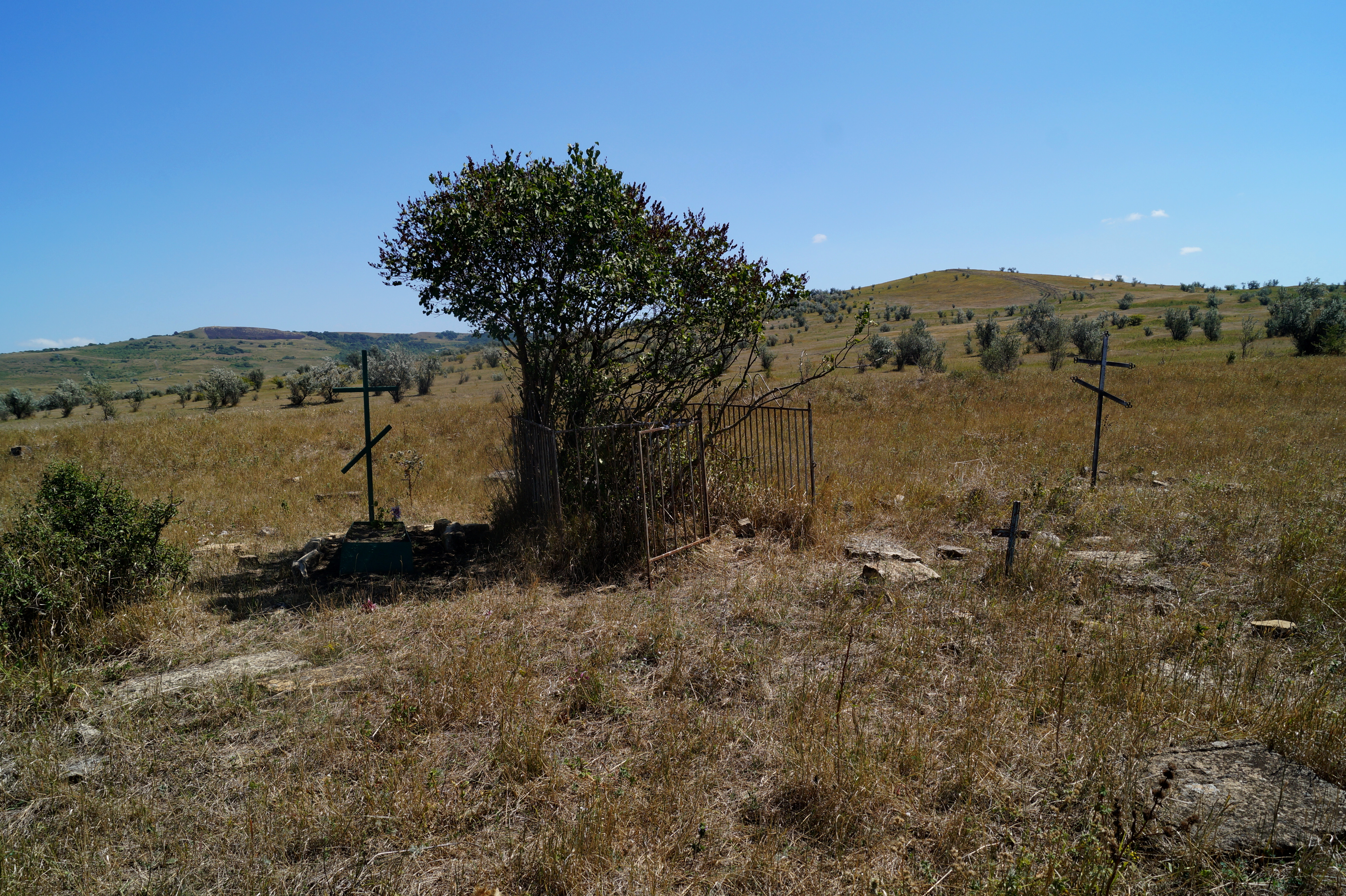
Заброшенное немецкое кладбище
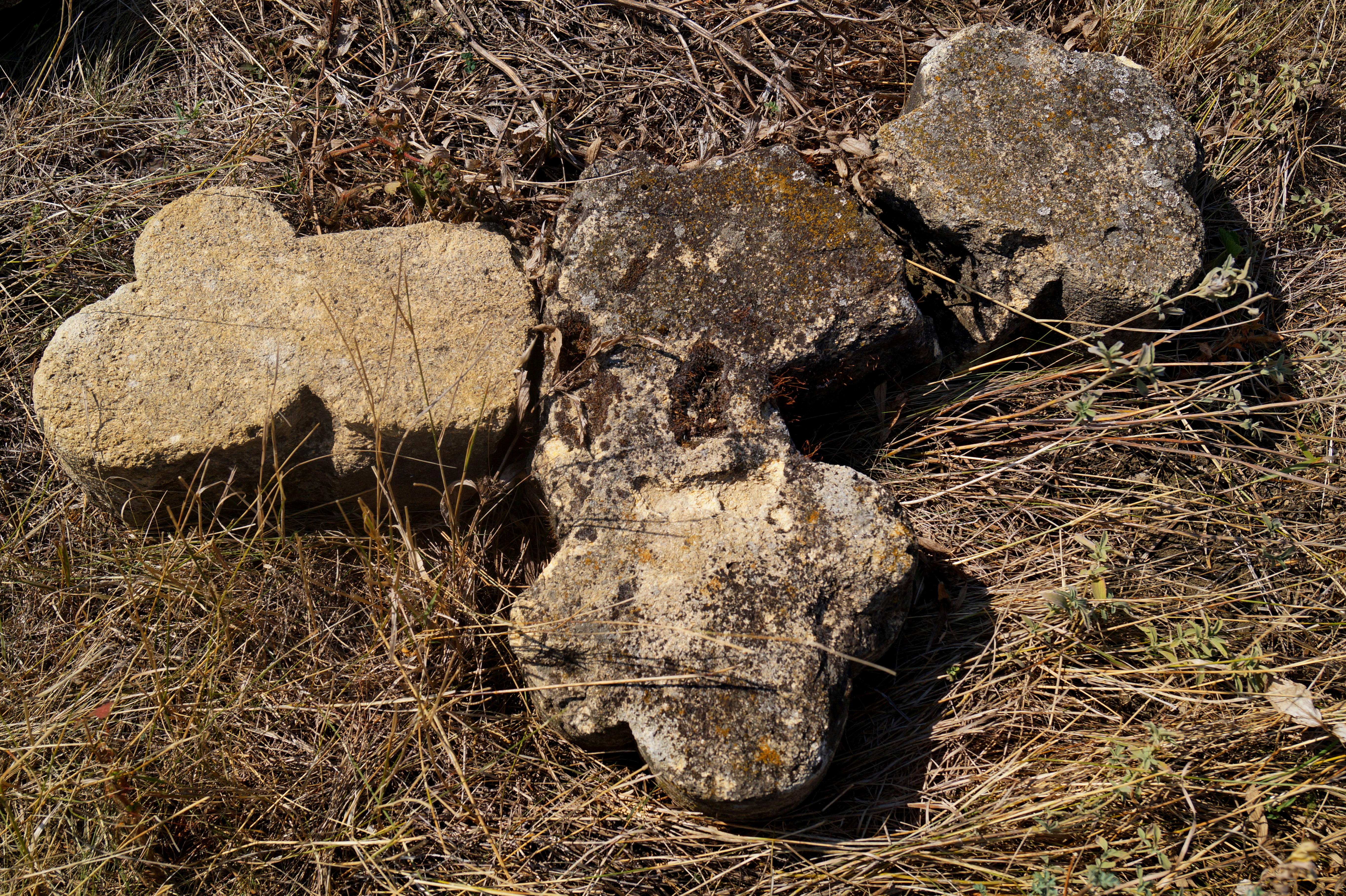
Расколотый на части каменный крест
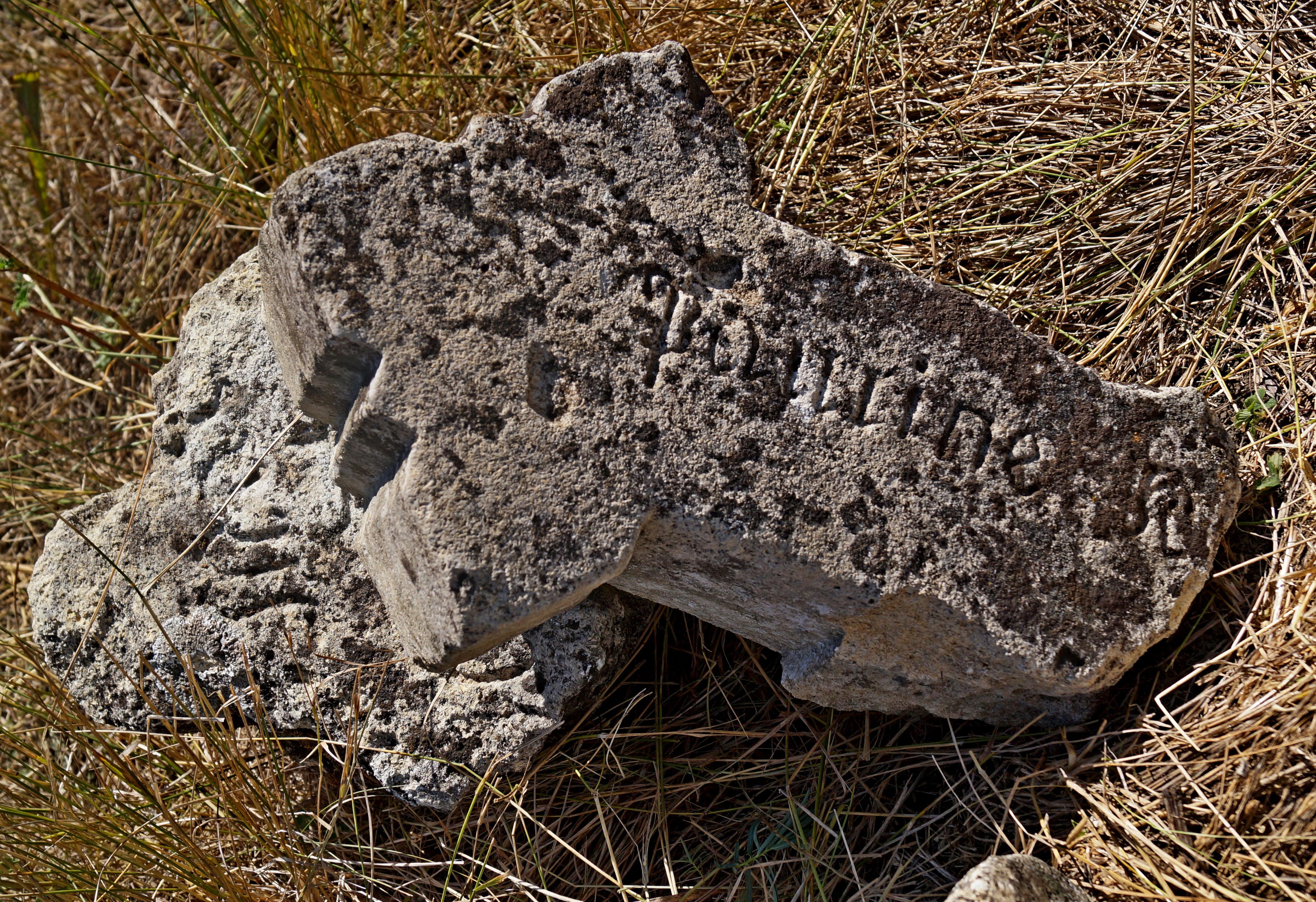
Фрагменты надгробий с надписями
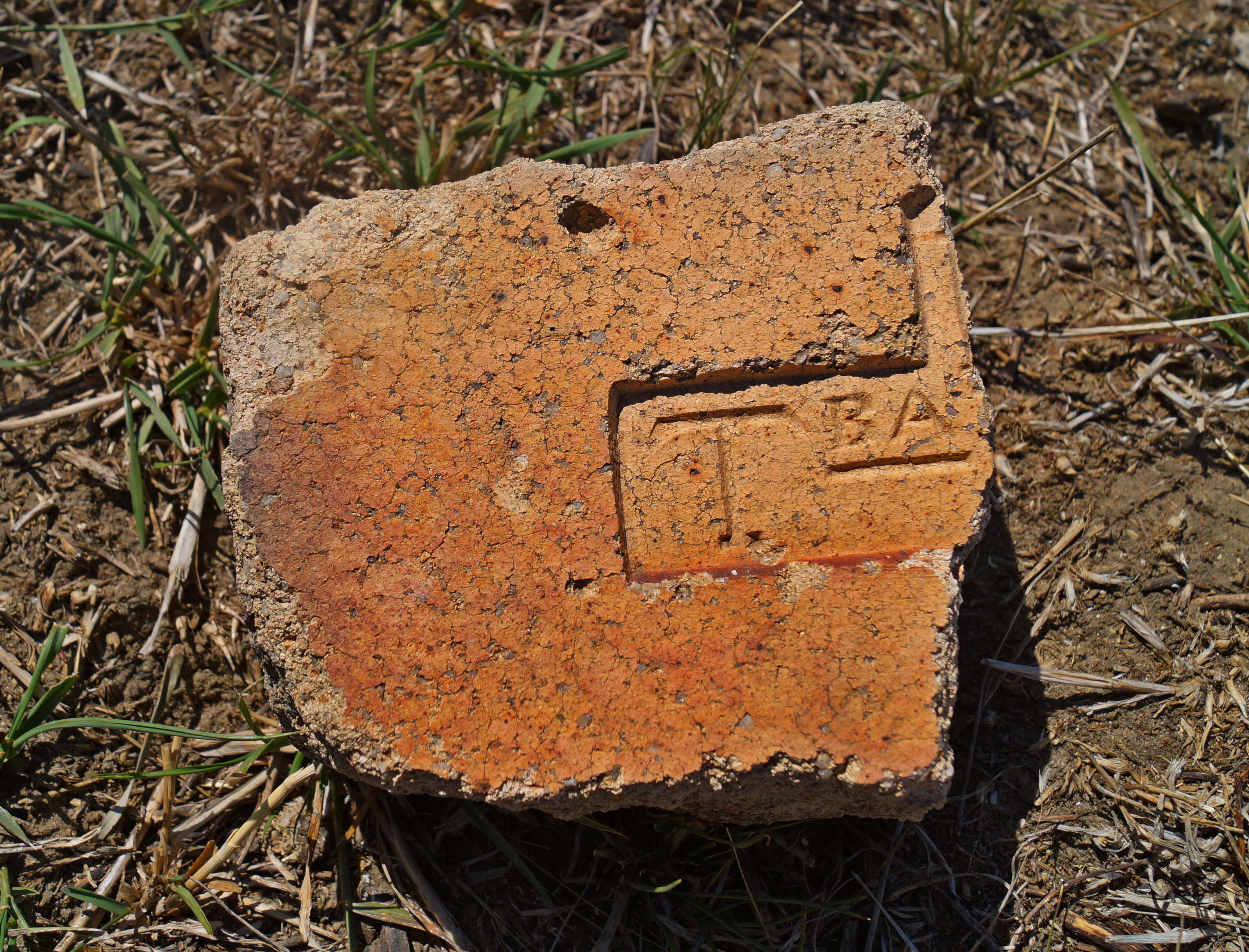
Обломок кирпича с клеймом